# 쇠풀
쇠풀은 열대에서 난대까지 널리분포하는 한해살이풀로 높이 10~30cm로서 줄기는 모여나며 많은 가지가 갈라진다. 잎은 어긋나며 길이 2~4cm, 너비 2~5mm의 선형으로서 편평하고 잎집과 더불어 털이 없다. 꽃은 8~9월에 피며 꽃줄기 끝과 잎겨드랑이에서 원추꽃차례로 달리는데 꽃차례의 길이는 1~2cm이다. 작은이삭은 각 마디에 2개씩 달리는데 그중 1개는 자루가 있으나 1개는 자루가 없다. 자루가 있는 작은이삭은 길이 3mm의 까끄라기로 되고, 자루가 없는 작은이삭은 길이 3mm 정도의 피침형으로서 자줏빛이 도는 적색이다. 포영에는 잔점이 있고 중륵(中肋)에 털과 3맥이 있다. 내영은 끝이 2개로 갈라지는데 갈라진 틈에서 길이 7mm 정도의 까끄라기가 나온다.